# 织女 (月球)
织女，是天河基地附近的陨石坑，其中心点位于45.34°S、176.15°E，直径为3.8公里。2019年2月4日被命名为“织女”。

## 命名
2019年1月，中国利用嫦娥二号和嫦娥四号高分辨月面影像数据，向国际天文学联合会申报了“织女”的命名，以中国古代星官织女以及中国民间传说《牛郎织女》的主人公织女为名。2月4日获得国际天文学联合会批准，并于2月15日由中国国家航天局、中国科学院和国际天文学联合会联合发布。